# George Gardiner
George Gardiner (ur. 15 lipca 1900, zm. 11 września 1924) – brytyjski zapaśnik walczący w stylu wolnym. Olimpijczyk z Paryża 1924, gdzie zajął czwarte miejsce w wadze lekkiej.

## Letnie Igrzyska Olimpijskie 1924
| Konkurencja      | Rundy eliminacyjne  | Rundy eliminacyjne    | Rundy eliminacyjne      | Turniej o brązowy medal | Turniej o brązowy medal | Klas. końcowa |
| Konkurencja      | 1/8                 | 1/4                   | 1/2                     | Przeciwnik I            | Przeciwnik II           | Miejsce       |
| ---------------- | ------------------- | --------------------- | ----------------------- | ----------------------- | ----------------------- | ------------- |
| 66 kg styl wolny | Osvald Käpp (EST) Z | Édouard Belet (SUI) Z | Volmar Wikström (FIN) P | Ernest Jourdain (FRA) Z | Arvo Haavisto (FIN) P   | 4.            |